# Erath County Courthouse
L'Erath County Courthouse est un palais de justice américain situé à Stephenville, au Texas. Recorded Texas Historic Landmark depuis 1963, elle est inscrite au Registre national des lieux historiques depuis le 18 août 1977. C'est en outre une propriété contributrice au district historique de Stephenville Downtown depuis le 23 avril 2018.